# Vernonia birmanica
Vernonia birmanica là một loài thực vật có hoa trong họ Cúc. Loài này được (Kuntze) Merr. miêu tả khoa học đầu tiên năm 1936.